# Dan Hildebrand
Dan Hildebrand (* 1962) ist ein britischer Schauspieler.

## Leben
Dan Hildebrand ist seit 1988 als Schauspieler aktiv. Seinen ersten Auftritt hatte er als Prothero in dem Fernsehfilm Der Dank des Vaterlandes. In der Folge trat er außer in britischen vor allem auch in amerikanischen Film- und Fernsehproduktionen auf, darunter The Bill, Sons of Anarchy, Lost, Bones – Die Knochenjägerin, Navy CIS und Deadwood.
2012 gehörte er zudem als Kraznys zum Ensemble der dritten Staffel der Fernsehserie Game of Thrones. Zu seinen Filmauftritten gehören u. a. Nur noch 60 Sekunden, Playing God und My Girl 2 – Meine große Liebe. Hildebrand setzt sich stark für den Wiederaufbau von zerstörten Gebieten nach Umweltkatastrophen ein.

## Filmografie (Auswahl)
- 1988: Der Dank des Vaterlands (Tumbledown, Fernsehfilm)
- 1989: The Bill (Fernsehserie, Episode 5x08)
- 1989: Agatha Christie’s Poirot (Fernsehserie, Episode 1x08)
- 1990: Puppenmord (Wilt)
- 1990: Casualty (Fernsehserie, Episode 5x04)
- 1993: Murphy Brown (Fernsehserie, Episode 6x01)
- 1994: My Girl 2 – Meine große Liebe (My Girl 2)
- 1996: New York Cops – NYPD Blue (NYPD Blue, Fernsehserie, Episode 3x20)
- 1997: Playing God
- 1999: Clubland
- 2000: Nur noch 60 Sekunden (Gone in Sixty Seconds)
- 2001: Der Todesengel aus der Tiefe (Fernsehfilm,Mermaid Chronicles Part 1: She Creature)
- 2004–2006: Deadwood (Fernsehserie, 6 Episoden)
- 2007: Trust Me
- 2009: Lost (Fernsehserie, Episode 5x03)
- 2010: Sons of Anarchy (Fernsehserie, 7 Episoden)
- 2013: Game of Thrones (Fernsehserie, 3 Episoden)
- 2013: Borderlands
- 2014: Rectify (Fernsehserie, 2 Episoden)
- 2015: Bones – Die Knochenjägerin (Bones, Fernsehserie, Episode 11x02)
- 2016: Navy CIS (Fernsehserie, Episode 13x21)
- 2017: Still Star-Crossed (Fernsehserie, 5 Episoden)
- 2018: I’m Poppy (Fernsehserie, Episode 1x01)